# Sulaym ibn Qays bok
Sulaym ibn Qays bok (arabiska: كِتَاب سُلَيْم ٱبْن قَيْس ٱلْهِلَالِيّ) är en bok som tillskrivs Sulaym ibn Qays al-Hilali al-Kufi och är den första hadith-boken skriven av shiiter som överlevt tills nu. Många lärda har utmed historien talat både för och mot boken. De flesta shiitiska lärda och återberättare av hadither anser att Sulayms bok är en autentisk och väldokumenterad källa. Boken är väldigt viktig eftersom den förser med information om händelser efter den islamiske profeten Muhammeds bortgång och under Ali ibn Abi Talibs tid som kalif.